# Zeng Shaoxuan
Zeng Shaoxuan (chinesisch 曾少眩, Pinyin Zēng Shàoxuàn; * 29. August 1981 in Nanjing) ist ein ehemaliger chinesischer Tennisspieler.

## Karriere

### Aufstieg in der Weltrangliste (bis 2003)
Zeng spielte seine ersten Profiturniere 2001 und hatte seinen ersten Doppelauftritt bei einem Turnier der ATP World Tour. In Shanghai erhielt er mit Xu Ran eine Wildcard für das Doppelfeld. Dort scheiterten sie an den viertgesetzten Tschechen Petr Luxa und Radek Štěpánek. Bereits 2002 gab er in der Begegnung gegen Kuwait sein Debüt für die chinesische Davis-Cup-Mannschaft. Durch Erfolge auf der ITF Future Tour spielte er sich Mitte 2003 bis in die Top 300 der Weltrangliste vor. Er erhielt für das Turnier in Shanghai erneut eine Wildcard. An der Seite von Zhu Benqiang stieß er bis ins Finale vor, in dem sie sich der australischen Paarung Wayne Arthurs und Paul Hanley geschlagen geben mussten. Er beendete das Jahr auf dem 149. Rang, seiner bis dahin besten Platzierung.

### Karrierebestwert im Doppel und Teilnahme bei den Asienspielen (2004–2006)
Auf der ATP Challenger Tour erreichte Zeng vermehrt das Halbfinale und arbeitete sich in der Weltrangliste bis auf den 129. Rang vor, was gleichzeitig seine beste Karriereplatzierung bedeutete. Auf der ATP World Tour spielte im Hauptfeld in Peking und Shanghai, überstand aber nicht die erste Runde. In der Weltrangliste fiel er kurzzeitig aus den Top 1000 der Welt, arbeitete sich bis September 2006 durch mehrere Futuretitel und einen Halbfinaleinzug in Shanghai wieder in die Nähe der Top 300 vor. Bei den Asienspielen spielte er im Doppel, dem Mannschaftsbewerb und im Mixed. Er konnte nur im Mixed an der Seite von Yan Zi ein Match gewinnen, schied aber auch dort im Viertelfinale aus.

### Erste Titel auf der Challenger Tour und Teilnahme bei den Olympischen Spielen (2007–2008)
Nach zwölf Doppeltiteln auf der Future Tour gewann Zeng im März seinen ersten Titel auf der Challenger Tour. Gemeinsam mit seinem Partner Yu Xinyuan bezwang er im Finale in Ho-Chi-Minh-Stadt das Duo Sebastian Rieschick und Wang Yeu-tzuoo in zwei Sätzen. Diesen Erfolg konnte er später im Jahr in Neu-Delhi wiederholen. Nach seinem dritten Titel in Guangzhou stand er im Januar 2008 wieder in den Top 150, während er im Doppel nur knapp unter die Top 600 kam. Im Juni gewann er zum vierten Mal mit seinem Doppelpartner Yu seinen letzten Titel auf der Challenger Tour. In Reggio nell’Emilia besiegte er im Finale Mariano Hood und Leonardo Mayer. Bei den Olympischen Sommerspielen in Peking nahm Zeng im Einzel und Doppel teil. Sowohl im Einzel – gegen David Nalbandian – als auch im Doppel – gegen die Polen Mariusz Fyrstenberg und Marcin Matkowski – schied er ohne Satzgewinn aus.

### Letzter Davis-Cup-Auftritt und Rückzug aus dem Profisport (2009)
2009 gewann Zeng seine drei einzigen Einzeltitel auf der Futuretour, wodurch er sich in der Weltrangliste verbesserte. Im September spielte er das letzte Mal im Davis Cup. In der Begegnung gegen Thailand trug er mit zwei Siegen im Einzel und dem Gewinn der Doppelpartie maßgeblich dazu bei, dass China in der Gruppe I der Ozeanien-/Asienzone bleiben konnte. Er ist bis heute mit 12 Doppelsiegen der Spieler mit den meisten Siegen. Insgesamt hat er eine Bilanz im Einzel von 4:4, im Doppel von 12:6. Bei der ersten Austragung des Shanghai Masters bekam Zeng eine Wildcard für das Einzelfeld. Dort besiegte er in der ersten Runde den Top-50-Spieler Dudi Sela und zog das erste Mal in die zweite Runde eines Turniers der ATP World Tour im Einzel ein. Dort unterlag er dem Franzosen Jo-Wilfried Tsonga klar in zwei Sätzen. Dies war gleichzeitig sein letztes Turnier, seine beste Platzierung erlangte er im Januar des Folgejahres mit dem 299. Rang. Nach seiner aktiven Karriere arbeitete Zeng als Tennistrainer in einem Jugendleistungszentrum in China.

## Erfolge
| Legende (Anzahl der Siege)  |
| Grand Slam                  |
| ATP World Tour Finals       |
| ATP World Tour Masters 1000 |
| ATP World Tour 500          |
| ATP World Tour 250          |
| ATP Challenger Tour (4)     |

### Doppel

#### Turniersiege
| Nr. | Datum            | Turnier            | Belag     | Partner    | Finalgegner                        | Ergebnis         |
| --- | ---------------- | ------------------ | --------- | ---------- | ---------------------------------- | ---------------- |
| 1.  | 18. März 2007    | Ho-Chi-Minh-Stadt  | Hartplatz | Yu Xinyuan | Sebastian Rieschick Wang Yeu-tzuoo | 7:62, 6:3        |
| 2.  | 7. Dezember 2007 | Neu-Delhi          | Hartplatz | Yu Xinyuan | Pawel Tschechow Michail Jelgin     | 6:3, 6:3         |
| 3.  | 2. Februar 2008  | Guangzhou          | Hartplatz | Yu Xinyuan | Phillip King Danai Udomchoke       | 1:6, 6:3, [10:5] |
| 4.  | 28. Juni 2008    | Reggio nell’Emilia | Sand      | Yu Xinyuan | Mariano Hood Leonardo Mayer        | 6:3, 6:4         |

#### Finalteilnahmen
| Nr. | Datum              | Turnier  | Belag     | Partner      | Finalgegner               | Ergebnis |
| --- | ------------------ | -------- | --------- | ------------ | ------------------------- | -------- |
| 1.  | 28. September 2003 | Shanghai | Hartplatz | Zhu Benqiang | Wayne Arthurs Paul Hanley | 2:6, 4:6 |